# Азизи, Масуд
Масу́д Азизи́ (род. 2 февраля 1985) — афганский легкоатлет, специализирующийся в спринтерском беге. Участник трёх Олимпиад.

## Биография
Дебютировал на соревнованиях высшего уровня в 2004 году на Олимпиаде в Афинах, где выступил на стометровке. Показав результат 11,66 Азизи занял в своём забеге последнее место и завершил выступление на Играх.
Спустя четыре года, на Играх в Пекине афганский спринтер вновь принял участие в соревнованиях на дистанции 100 м. Он улучшил свой результат четырёхлетней давности, но со временем 11,45 вновь занял последнее место в забеге.
В 2009 и 2011 годах Азизи принимал участие в чемпионатах мира в Берлине и Тэгу соответственно, но на обоих стартах не продвинулся дальше начального раунда.
На своей третьей в карьере Олимпиаде Азизи как и раньше завершил выступления на первом же этапе, но на этот раз в своём забеге он занял шестое место, обойдя Нуа Такуа из Кирибати и Патрика Туару из Островов Кука.
В 2013 году, после чемпионата мира в Москве, Азизи был уличён в применении допинга и дисквалифицирован на два года.